# Chapeau sindi

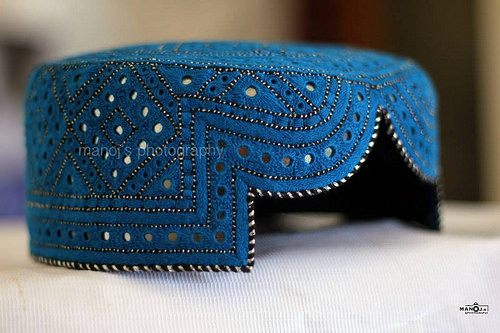
Casquette sindi.

Le chapeau sindhi ou sindi également connu sous le nom Sindhi topi (ourdou : سندھی ٹوپی) est un chapeau porté principalement par le peuple Sindi de la province du Sind au Pakistan, mais il a également été adopté par les Saraikis, Baloutches et Pachtounes, et peut être trouvé dans tout le Pakistan. Avec l'Ajrak, le chapeau est considéré comme une partie essentielle de la culture sindi et de la culture seraiki. C'est aussi un symbole du nationalisme sindhi . 
Le chapeau est cylindrique à l'exception d'une partie découpée à l'avant pour exposer le front. Des motifs géométriques complexes sont brodés sur le chapeau et très souvent de petits morceaux de miroir y sont cousus. Dans la culture sindi, le bonnet est souvent donné en cadeau ou en signe de respect, avec l'Ajrak. Le premier dimanche du mois de décembre, le Sindhi Topi Day est célébré dans la province du Sind pour célébrer la culture sindi en général. En 2010, la journée a été renommée Journée culturelle du Sind.
Les chapeaux tissés à la main représente un dur travail de confection. Il est principalement produit à Tharparkar, Umerkot, Sanghar, Kandhkot, Larkana, Nawabshah et dans certains autres districts du Sind .